# Тойбеково
Тойбеково (мар. Вӱдэҥер) — деревня в Советском районе Республики Марий Эл. Входит в состав Алексеевского сельского поселения.

## География
Находится в центральной части республики Марий Эл на расстоянии приблизительно 11 км по прямой на запад от районного центра посёлка Советский.

## История
Известна с 1865 года как деревня, где было 47 дворов, 321 житель. В 1911 году числилось уже 106 дворов. В 1930 году в деревне проживали 249 мари и 37 русских. В послевоенный период в Тойбекове закрыли ферму, в дальнейшем деревню причислили к разряду неперспективных населённых пунктов. Люди стали уезжать. В 1963 году в Тойбекове было 40 дворов, в 1973 году — 28, в 1983 году осталось только 10 дворов. В советское время работал колхоз имени Карла Маркса.

## Население
Население составляло 24 человека (мари 63 %, русские 33 %) в 2002 году, 20 в 2010.